# Georg Neuber
Georg Werner Neuber (* 11. Dezember 1925 in Königsberg; † 6. April 2022 in München) war ein deutscher Fechter. Er wurde DDR-Meister und nahm an den Olympischen Spielen 1960 in Rom teil. Ursprünglich für die BSG Chemie Torgau in der DDR fechtend, startete er spätestens 1956 für den MTV München in Westdeutschland.

## Erfolge
1952 gewann Neuber die DDR-Meisterschaften im Fechten mit Florett und Säbel. 1956 wurde er Dritter bei den (West-)deutschen Meisterschaften im Degeneinzel. 1983 wurde Neuber deutscher Seniorenmeister mit dem Säbel.
1954 war er Teil der Degenmannschaft bei den Weltmeisterschaften in Luxemburg. Bei den Olympischen Spielen in Rom nahm er 1960 ebenfalls mit dem Degen sowohl im Einzel als auch mit der Mannschaft (zusammen mit Paul Gnaier, Fritz Zimmermann, Dieter Fänger, Helmut Anschütz und Walter Köstner) teil. Im Einzel schied er in der dritten von fünf Runden aus, die Mannschaft belegte den geteilten fünften Platz bei 21 teilnehmenden Nationen.